# Wasserkraftwerk Menihek Lakes
Die Menihek Lakes bilden ein abflussreguliertes Gewässer im zentralen Osten der Labrador-Halbinsel in der kanadischen Provinz Neufundland und Labrador. Stausee und Wasserkraftwerk entstanden in den Jahren 1951–1954. Betreiber der Anlage war bis 2007 die Iron Ore Company of Canada (IOC). Seither wird die Anlage von Nalcor Energy betrieben.

## Absperrbauwerk und Stausee
Die Menihek Lakes werden vom Ashuanipi River durchflossen. An der Stelle der Stromschnellen Menihek Rapids wurde ein 228,6 m langes Absperrbauwerk aus Beton errichtet. Der mittlere Abfluss an dieser Stelle beträgt 395 m³/s. Das oberstrom gelegene Einzugsgebiet besitzt eine Fläche von 19.166 km². Die wichtigsten Zuflüsse der Menihek Lakes stellen Ashuanipi River und McPhadyen River dar. Der Stausee bedeckt eine Fläche von 277 km². Er misst in Nord-Süd-Richtung 112 km. Die maximale Breite liegt bei 6,7 km. Das Stauziel liegt bei 485 m. Das nutzbare Speichervolumen beträgt 423,8 Millionen Kubikmeter. Die Hochwasserentlastung ist für einen Abfluss von 4248 m³/s ausgelegt. Abstrom befindet sich das 1967–1971 errichtete Smallwood Reservoir.

## Kraftwerk
Das Kraftwerkshaus (⊙) ist für vier Turbinensätze ausgelegt. 1954 gingen 2 Turbinen zu je 4,4 MW Leistung und einer Fallhöhe von 10,4 m in Betrieb. Im Jahr 1960 kam eine dritte Turbine mit einer Leistung von 9,9 MW und einer Fallhöhe von 12,2 m hinzu. Damit hat das Kraftwerk eine installierte Gesamtleistung von 18,7 MW. Die Jahresenergieproduktion betrug 2013 45 GWh. Nalcor schloss mit Hydro-Québec einen 40-Jahres-Vertrag, der die Abnahme des produzierten Stroms für deren Kunden in der Schefferville-Region regelt.